# شهوت‌نگاره

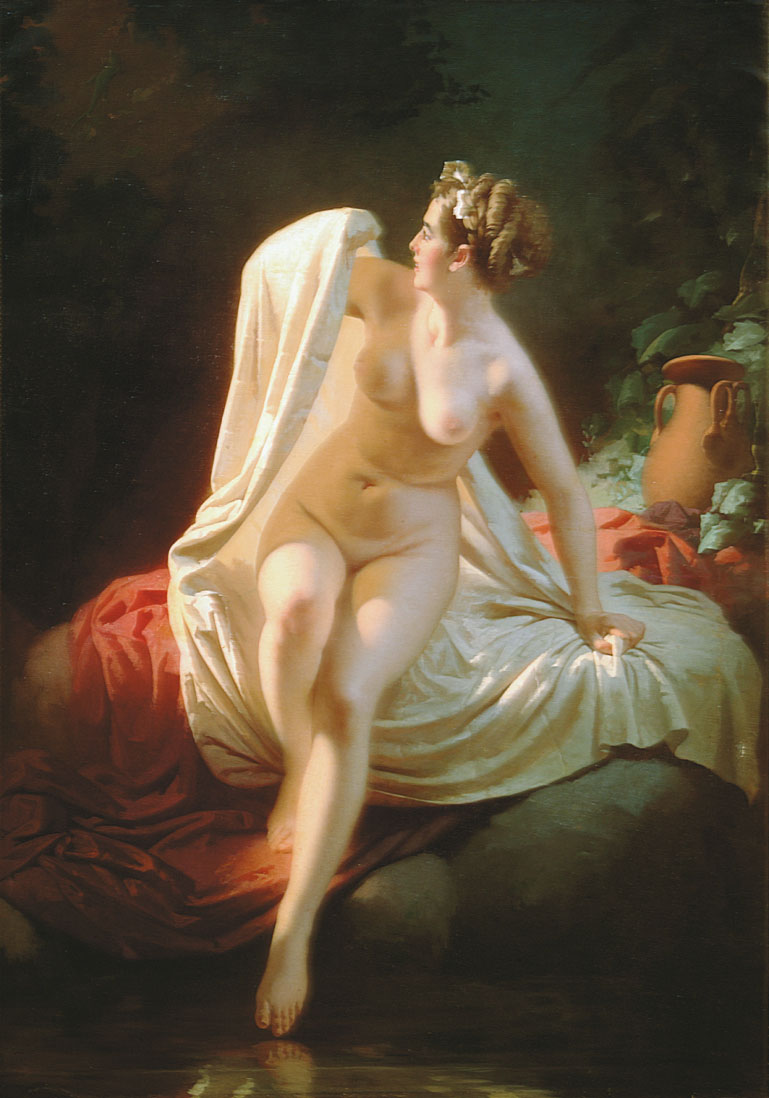
نقاشی دختر حمام

شهوت‌نگاره (انگلیسی: Erotica) هر گونه کار هنری است که با موضوع آن باعث تحریک جنسی یا انگیزش جنسی شود اما ماهیت پورنوگرافی نیست. هنر شهوانی می‌تواند از هر گونه هنری برای به تصویر کشیدن محتوای شهوت‌انگیز، از جمله نقاشی، مجسمه‌سازی، درام، فیلم یا موسیقی استفاده کند. ادبیات شهوانی و عکاسی شهوانی به دو ژانر اصلی در این زمینه تبدیل شده‌است.